# Cabinet-secrétaire de Versailles

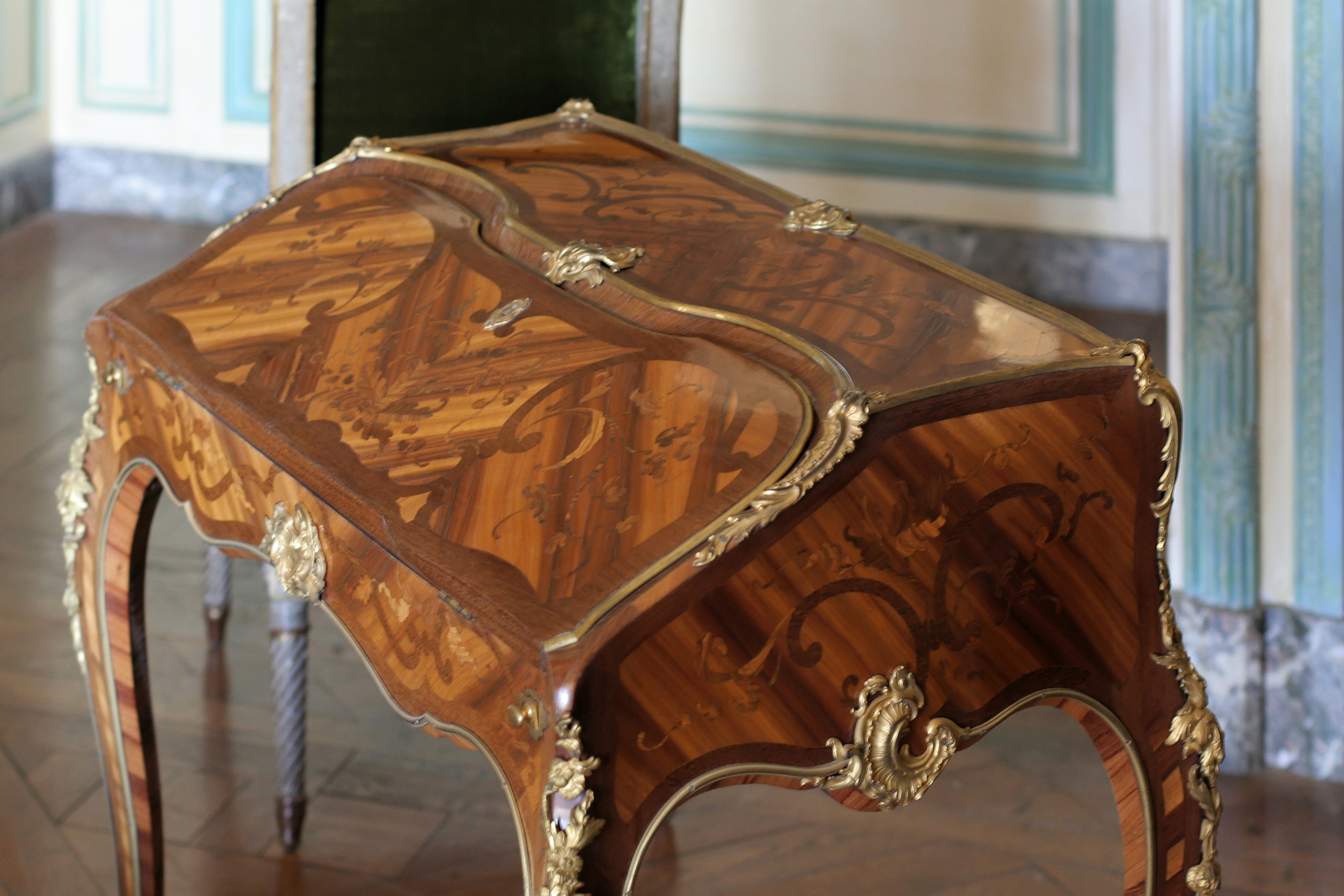

Le cabinet-secrétaire de Versailles est un meuble de porcelaine fabriqué entre 1824 et  1829 qui se trouve au château de Versailles
Il fait partie d'un ensemble de quatre meubles monumentaux imaginés par Alexandre Brongniart en 1804 qui souhaitait démontrer les possibilités de la porcelaine. Au vu de la difficulté et du coût de l'entreprise, ce projet n'aboutira que sous la Restauration avec le cabinet-secrétaire acheté par le Garde-meuble royal pour 40 000 francs de l'époque, la bibliothèque-secrétaire, cadeau de Louis-Philippe à la reine Victoria, le serre-bijoux, cadeau de Charles X au roi de Naples et enfin la « bibliothèque de littérature pour cabinet de femmes » offert au bey de Tunis par le duc de Montpensier.
Le cabinet-secrétaire est décoré de personnages et de vues du château et du parc de Versailles et était  « destiné à renfermer les papiers et notes relatifs à ce château ». Fabriqué à la manière d'un secrétaire à abattant bonheur du jour, il est doté d'un mécanisme de verrouillage car le poids et la fragilité des plaques de porcelaine rendaient impossible la mise au point d'un tel abattant.
D'une hauteur d'1,50 m pour une largeur d'1,20 m et une profondeur d'1 m, il est composé de plaques de porcelaine dont la plaque centrale est signée « Robert, 1827 », de bronzes dorés montés sur un bâti de chêne. Le caisson intérieur est plaqué en acajou et la partie à écrire recouverte de feutrine rouge.
Le cabinet-secrétaire est exposé au Louvre le 1er janvier 1830 avant d'être livré au Garde-meuble le 26 août 1836 pour Versailles où il n'est installé que 27 janvier 1840 sur ordre du roi Louis-Philippe. Il est placé dans la salle à manger des Retours de chasse dans les petits appartements du Roi. Avant 1960, il se retrouve dans l'aile du Trianon-sous-Bois du Grand Trianon et enfin en 1985 dans les salles de l'Attique du Nord du château, salles consacrées à la Restauration et à la monarchie de Juillet.

## Source
- Le Mobilier de Versailles chefs-d'œuvre du XIXe siècle, de Pierre Arrizoli-Clementel et Jean-Pierre Samoyault, éditions Faton, p. 320